# SF最後の巨人
『SF最後の巨人』（The Ultimate Warrior ）は、1975年に公開されたSF映画である。

## 概要
ブルース・リー主演の『燃えよドラゴン』などの監督として知られるロバート・クローズが監督と脚本を務め、ユル・ブリンナーとマックス・フォン・シドーらが荒廃した近未来を舞台に人類の未来をかけて人間同士が戦う姿を描いた本作。石油危機と謎の疫病が蔓延した2012年という設定で、ニューヨークが舞台となっている。尚、劇中でシドーは、ジョアンナ・マイルズ演じる娘の父親役を演じているが、実際に本人とは11歳差しかなかった。またタイトルに「巨人」とあるが、あくまでも比喩表現での巨人であり、巨人が出てくる映画というわけではない。

## あらすじ
疫病が蔓延し、すべての動植物が絶滅してしまった2012年のニューヨーク。生き残った人々は、中心部に居住区を作りバロン（マックス・フォン・シドー）をリーダーとして秩序ある生活を送っていた。しかし、その居住区を一歩でも外に出れば無法地帯が広がっており、人類は互いに私欲を満たすために殺し合うという荒廃した街になりさがってしまっていた。ある日、バロンと住人が居住区外へ偵察に出た際にカーソン（ユル・ブリンナー）という男に出会う。どこか頼もしい風貌を見たバロンは、他の住人よりも多くの食料を渡すという条件でカーソンを用心棒として雇い入れた。町を守るための用心棒という名目で住人に説明するバロンだったが、本当の理由は一人娘で妊娠中のメリンダ（ジョアンナ・マイルズ）を生存の希望が持てる島へ送り届けてもらうという目的があった。そして住人たちに知られぬよう、カーソンにその使命を託す。しばしの平穏が流れていた集落だが、その集落からほど近い場所で集団を成すキャロット（ウィリアム・スミス）率いる暴漢グループから町が襲撃を受けたことで、カーソンはメリンダを連れてその島を目指すのだが…。

## キャスト・スタッフ

### 出演者
- カーソン - ユル・ブリンナー（吹替：小林修）
- バロン - マックス・フォン・シドー（吹替：久米明）
- メリンダ - ジョアンナ・マイルズ
- キャロット - ウィリアム・スミス
- サイラス - ダレル・ズワーリング
- ハークネス - ゲイリー・ジョンソン
- リッパート - メル・ノヴァク

※日本語吹替版：初回放送1980年3月28日『ゴールデン洋画劇場』

### スタッフ
- 監督：ロバート・クローズ
- 脚本：ロバート・クローズ
- 製作：フレッド・ワインローブ、ポール・ヘラー
- 音楽：ギル・メレ
- 撮影：ジェラルド・ハーシュフェルド
- 編集：マイケル・カーン